# Osteocarpum scleropterum
Osteocarpum scleropterum là loài thực vật có hoa thuộc họ Dền. Loài này được (F. Muell.) Volkens mô tả khoa học đầu tiên năm 1893.